# Cyphotendana ligurina
Cyphotendana ligurina là một loài chân đều trong họ Trichoniscidae. Loài này được Verhoeff miêu tả khoa học năm 1936.